# پپه (بازیکن فوتبال، زاده ۱۹۹۷)
ادواردو گابریل اکینو کوسا (پرتغالی: Eduardo Gabriel Aquino Cossa؛ زادهٔ ۲۴ فوریهٔ ۱۹۹۷) بازیکن فوتبال اهل برزیل است.
از باشگاه‌هایی که در آن بازی کرده‌است می‌توان به گرمیو اشاره کرد. سال ۲۰۲۱ این بازیکن به پورتو پرتغال پیوست.